# Ивановка (Азербайджан)
Ивановка (азерб. İvanovka) — село в Исмаиллинском районе Азербайджана. Численность населения Ивановки составляет 2715 человек. Последний оставшийся с советских времён колхоз в стране.

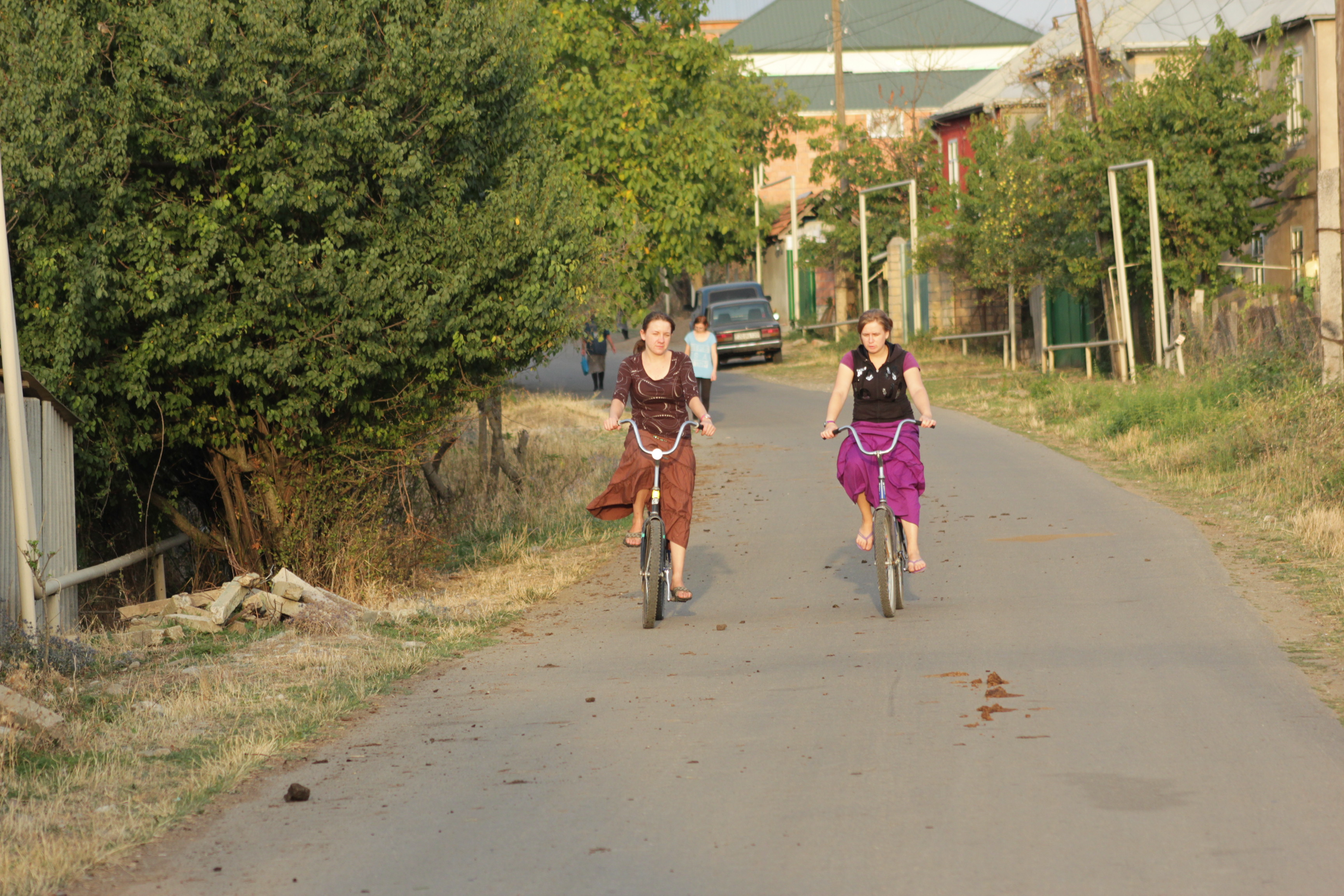
Молоканские девушки на велосипеде

## История
Основано в 1840 году в результате переселения крестьян-молокан из средней полосы России в Закавказье. Многие русские крестьяне, а именно молокане и духоборы, начали селиться на этой территории, после Туркманчайского мирного договора 1828 года. Спустя шесть лет в 1834 году одиннадцать молоканских семей основали здесь село. Позже население села увеличилось за счет вновь прибывших из городов Тамбов, Воронеж, Ростов и Ставрополь, молокан. С 1840 года село начали называть Ивановкой, в связи с именем основателя села Ивана Першего.
Согласно результатам Азербайджанской сельскохозяйственной переписи 1921 года, Ивановку одноимённого сельского общества Геокчайского уезда Азербайджанской ССР населяли 2010 человек (374 хозяйства), преобладающая национальность — русские.
По данным издания «Административное деление АССР», подготовленного в 1933 году Управлением народно-хозяйственного учёта Азербайджанской ССР (АзНХУ), по состоянию на 1 января 1933 года в Ивановке одноимённого сельсовета Исмаиллинского района Азербайджанской ССР насчитывалось 475 хозяйств, в которых проживало 2290 человек, из них 1123 являлись мужчинами и 1167 женщинами. Население села на 99,2 % состояло из русских.
До 1936 года на территории Ивановки существовали 3 артели, в 1936 г. они объединились в один колхоз. В 1949 и 1950 году в селе поселились лезгины из Дагестана и азербайджанцы. В советское время в селе существовал колхоз имени М. И. Калинина, которым с 1953 по 1994 год руководил Николай Васильевич Никитин. Под руководством Никитина, колхоз к концу 80-х XX века превратился в одно из ведущих хозяйств республики. За успехи в развитии сельского хозяйства Николай Васильевич 1971 году был удостоен звания Героя Социалистического Труда. В 1975 году состоялось открытие памятника погибшим во время Великой Отечественной войны. В 1995 году колхоз по желанию жителей переименовывается в колхоз имени Никитина. В 2005 году в Ивановке состоялось торжественное празднование 200-летия молоканства в Азербайджане.
После газификации, во многих домах убрали русские печи, однако вновь установили их во дворах, так как они необходимы для приготовления традиционных ритуальных блюд.
Жители Ивановки обратились к Гейдару Алиеву, по настоятельной просьбе сохранить единственный колхоз в Азербайджане. На сегодняшний день нынешний президент Ильхам Алиев оказывает поддержку колхозу и селению. В 2005 году Григорий Минников и другие, от имени селения Ивановки написали письмо Ильхаму Алиеву. Ильхам Алиев с супругой во время Праздника урожая, в 2009 году, посетили Ивановку. Старцы селения попросили помощь с водоснабжением в деревне, после чего президент пообещал помочь им.
В феврале 2025 года было сообщено, что колхоз сменил название и организационно-правовую форму, став ОАО «Ивановка Агропарк».

### Археологические сведения
В тридцатые годы XX века, при раскопках около Ивановки были обнаружены так называемые «кувшинные погребения», являющиеся самыми большими по размеру из всех существующих. Высота кувшинов была 1,70—1,80 м, с большим диаметром в ширину. В одном из кувшинов находились остатки бревна толщиной 8 см и останки человека с подогнутыми ногами. Бревно, возможно, использовалось для втискивания умершего в сосуд. Какие либо вещи не были найдены. Горло большого кувшина было закрыто другим малым кувшином, рядом находились два кувшина меньшего размера.

## Председатели колхоза имени Никитина
1. Уваров Иван Васильевич — 1930 год
2. Виляев Иван Фёдорович — 1930 год
3. Орлов Павел Степанович — 1931—1935
4. Горохов Семён Степанович — 1931—1935
5. Ветров Василий Григорьевич — 1936—1938
6. Дубровин Мирон Михайлович — 1938—1941
7. Новосельцев Василий Иванович — 1941—1942
8. Фефелов Владимир Тимофеевич — 1942—1946
9. Фатеев Александр Иванович — 1946—1948
10. Фефелов Владимир Тимофеевич — 1948—1953
11. Никитин Николай Васильевич — 1953—1994
12. Минников Николай Иванович — 1994—2005
13. Козловцев Алексей Тимофеевич — 2005—2007
14. Панфёров Михаил Васильевич — 2007—2012
15. Минников Григорий Михайлович — 2012—2014
16. Дубровин Николай Николаевич — 2014—2015
17. Новосельцев Василий Иванович — 2015 по сегодняшний день[14]

## Инфраструктура
В настоящее время Ивановка обладает пастбищами, фермой племенного скота, мощным автохозяйством, ремонтной базой и лесопилкой. В селе действуют рассчитанная на 780 человек двухэтажная школа, детский сад, новая больница, гостиница, гостевой дом, а большинство дорог заасфальтировано. Детсад, стоит отметить, находится на балансе колхоза и получает от последнего свежайшие продукты питания. АТС на 1000 номеров и наличие — практически повсеместно — доступа к сети Интернет также свидетельствуют о том, что все необходимые для жизни условия жители имеют в полном объеме.
В 2011 году был запущен онлайн проект — сайт о селе Ивановка Республики Азербайджан. В Ивановке с 2012 года действует гостевой дом.

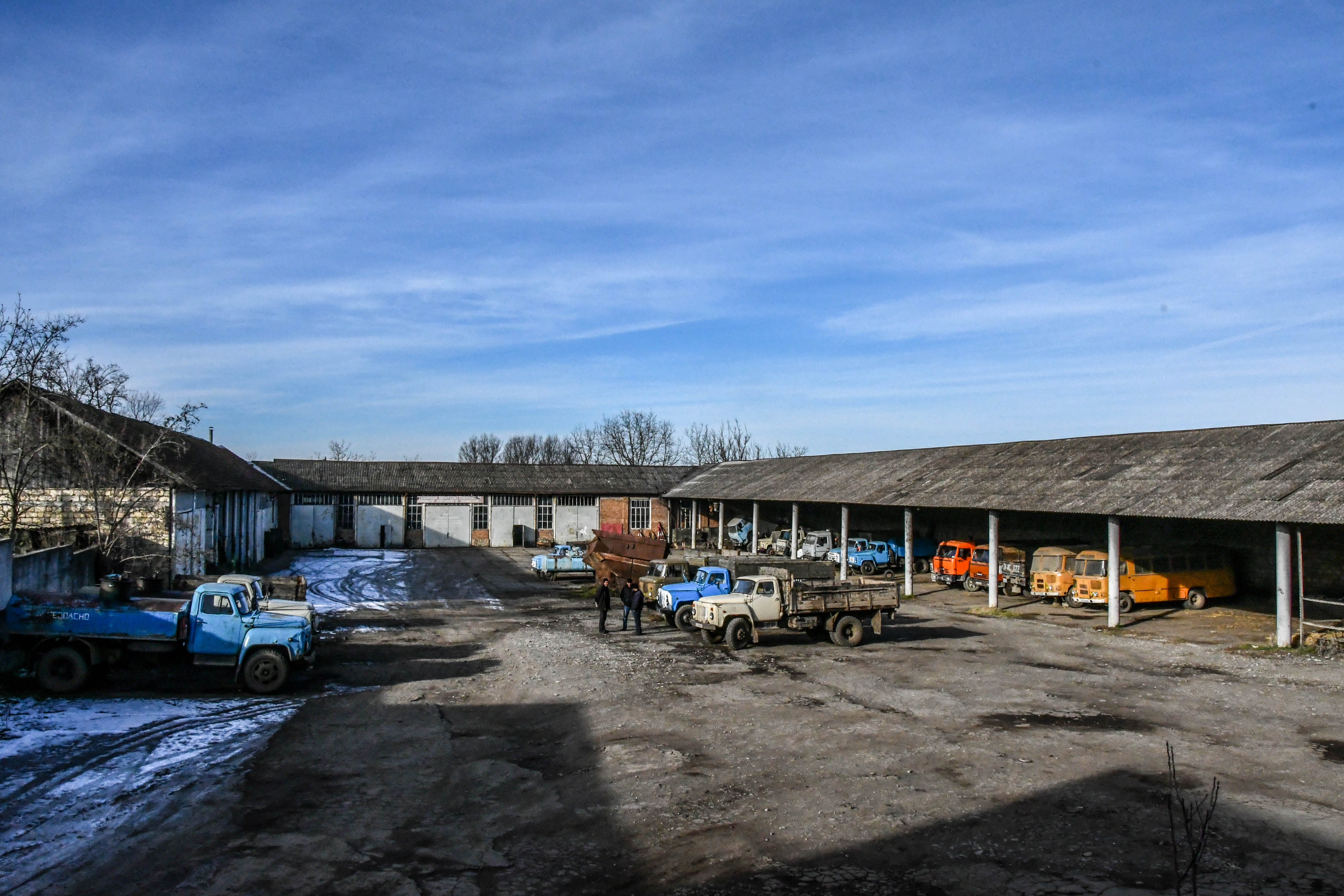
Гараж колхоза

## Религия
В селе нет церкви. Зато есть молельный дом. Тут люди  совместно молятся. В этот дом не пускают туристов, запрещено фотографироваться.
В последние годы особое внимание уделяется обучению детей очень сложному молоканскому пению, привлечению детей к религиозным традициям. В молельный дом ходят 25 детей, а именно в детский хор. На мероприятии  «Молоканский мир», который состоялся в Центре русской культуры в Баку, дети вышли на сцену с древними молоканскими песнями и дали информацию об истории села.
Согласно статистике за 1 январь 1889 года население Ивановки составляло 1136 человек. Из них 1086 молокан, 10 баптистов и 40 представителей иудейской религии.

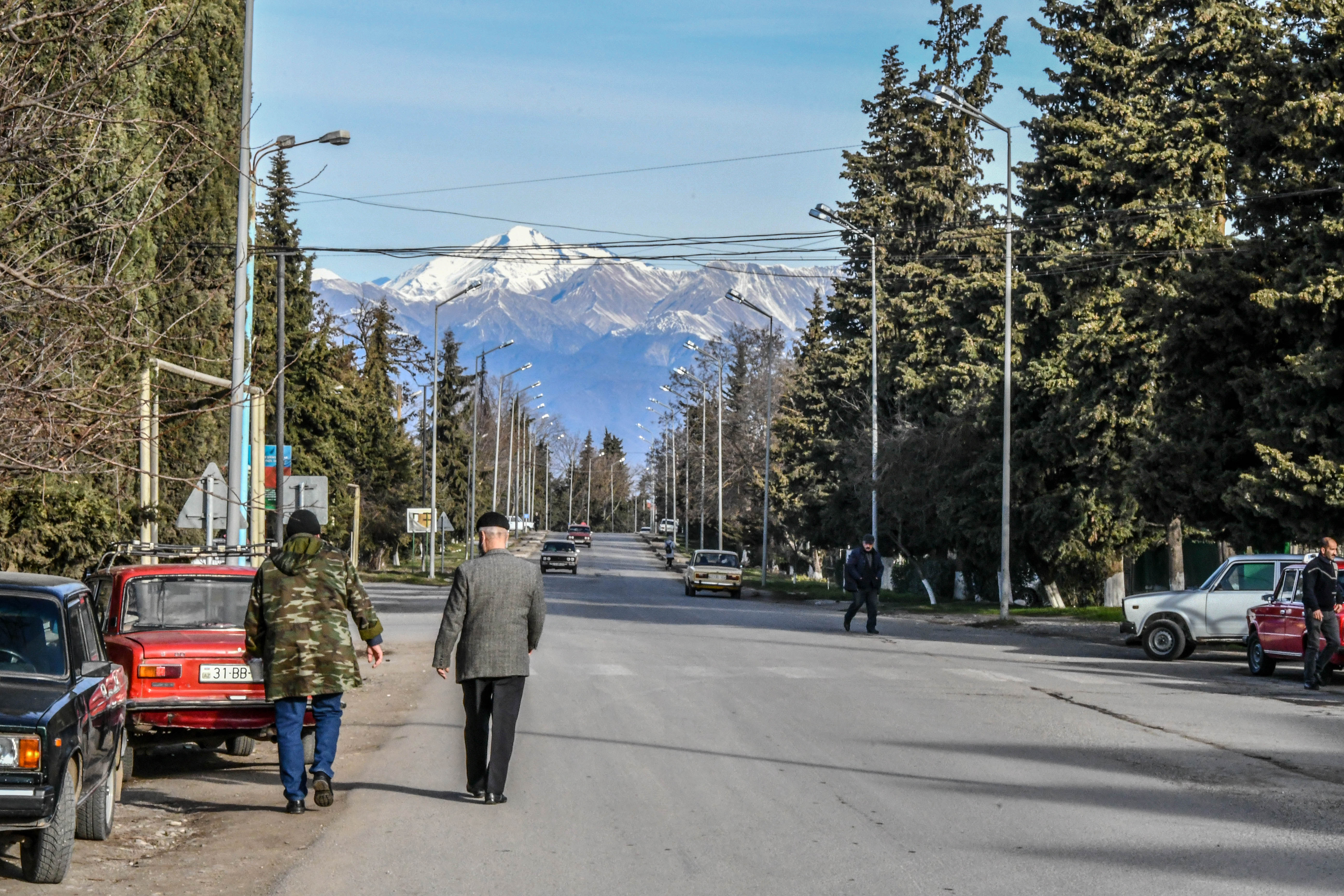
Улица Калинина

## Дом культуры
Дворец культуры в селе Ивановка был построен в 1985 году.
Дом культуры играет важную роль в селе Ивановка. В Доме культуры осуществляются свадьбы, выпускные вечера, проводы в армию, праздники и вручение аттестатов школьникам.
Распоряжением президента Азербайджанской Республики Ильхама Алиева в целях капитального ремонта и оснащения необходимым оборудованием Дворца культуры села Ивановка Исмаиллинского района из государственного бюджета Азербайджанской Республики было выделено 2,5 миллиона (два миллиона пятьсот тысяч) манатов.
14 сентября 2019 года первый вице-президент Азербайджана Мехрибан Алиева и вице-президент Фонда Гейдара Алиева Лейла Алиева приняли участие в открытии Дворца культуры после капитального ремонта.

## Образование
В Ивановке, школа занимает главное место. В школе находится музей истории села, в котором есть собранные экспонаты традиционного быта: мужская и женская одежда, мебель, деревянная и керамическая посуда, орудия труда, книги о селе, фотографии и многое другое. В ивановской школе есть азербайджанский сектор, в котором учатся азербайджанские дети из села и окрестных сел (приходят ближе к выпускным экзаменам, так как школа является одной из самых сильнейших школ в районе), а также дети местных лезгин, которые учились на русском языке. Большинство школьников учатся в русском секторе, несмотря на то, что Азербайджанский сектор с каждым днем увеличивается. В вузы России поступают большинство выпускников ивановской школы.

Товарищеская встреча: молдавская и ивановская команды 80-х

## Спорт

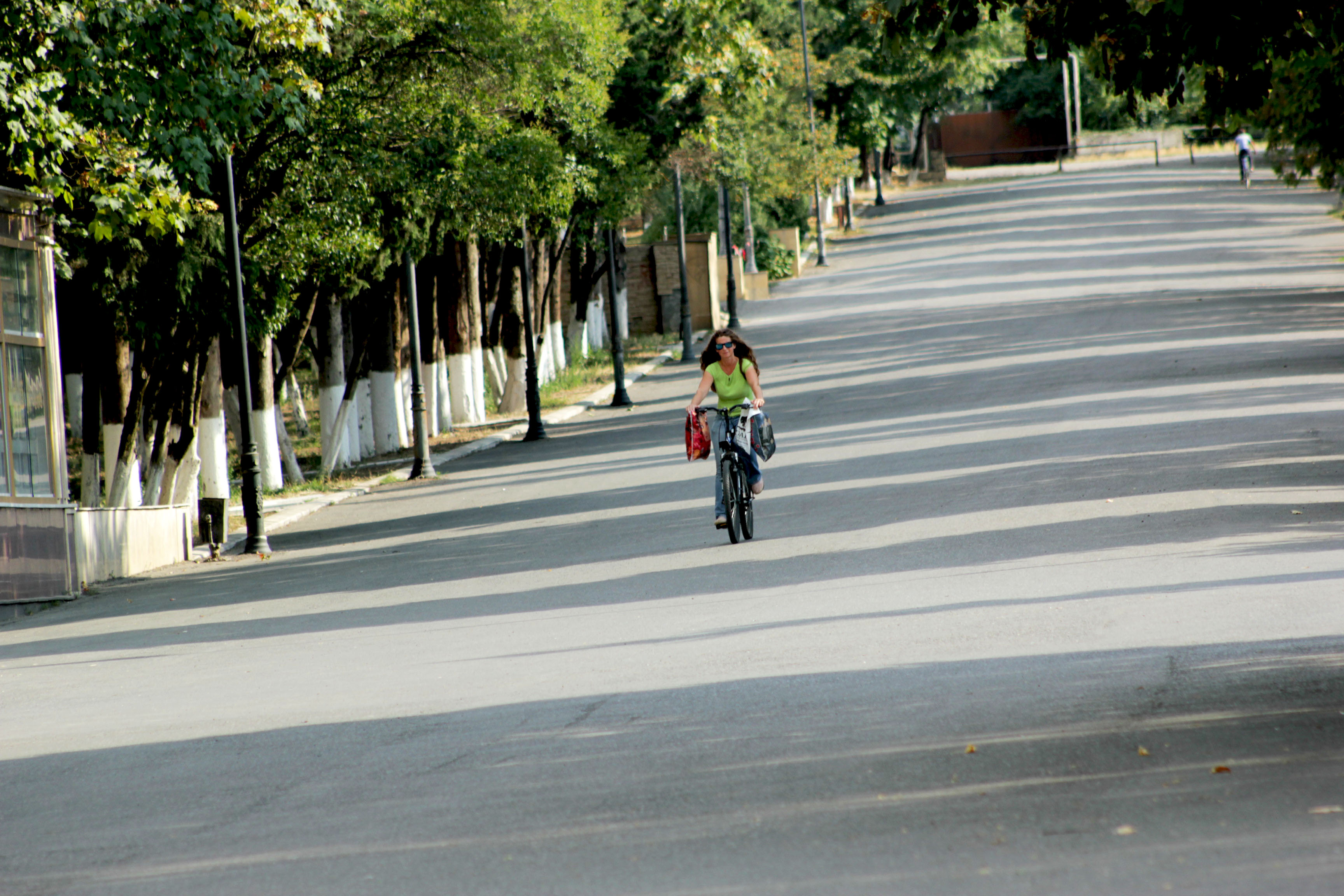
Центральная улица села Ивановка/ улица имени Г. Алиева. в прошлом улица им. Ленина (в народе больше известна как «Большая». На этой улице расположены основные объекты колхоза: дом культуры, контора, универмаг, памятник ВОВ, парки, пруд, а также дом-музей Никитина.

В Ивановке хорошо развита игра в ручной мяч. Долгое время тренером гандбольной команды села Ивановка являлся Жидков Григорий Иванович, под чьим руководством юношеская команда в разные года занимала
почетные места на Республиканских первенствах. 